# Trinité – d’Estienne d’Orves (Métro Paris)

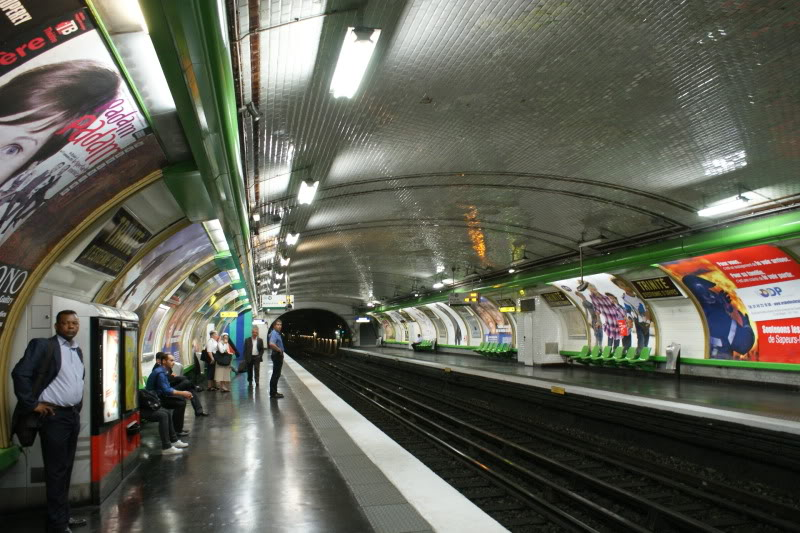
Station vor der letzten Renovierung, 2010

Trinité – d’Estienne d’Orves [tʁinite detjɛn dɔʁv] ist eine unterirdische Station der Linie 12 der Pariser Métro.

## Lage
Der U-Bahnhof befindet sich an der Grenze des Quartier de la Chaussée-d’Antin mit dem Quartier Saint-Georges im 9. Arrondissement von Paris. Er liegt längs unter der Rue de Châteaudun an der Place d’Estienne d’Orves.

## Name
Namengebend ist die nahe Kirche Église de la Sainte-Trinité. Das zwischen 1861 und 1867 errichtete Bauwerk ist der im christlichen Glauben existierenden Dreifaltigkeit geweiht.
Der Zusatz „d’Estienne d’Orves“ bezieht sich auf den dortigen Platz Place d’Estienne d’Orves. Der Marineoffizier und Widerstandskämpfer Henri Honoré d’Estienne d’Orves (1901–1941) organisierte während der Deutschen Besetzung Frankreichs im Zweiten Weltkrieg ein Nachrichtennetz. Im Januar 1941 wurde er von der Gestapo verhaftet und am 29. August 1941 in der Hinrichtungsstätte der deutschen Besatzungsmacht Mont Valérien in Suresnes bei Paris erschossen.

## Geschichte

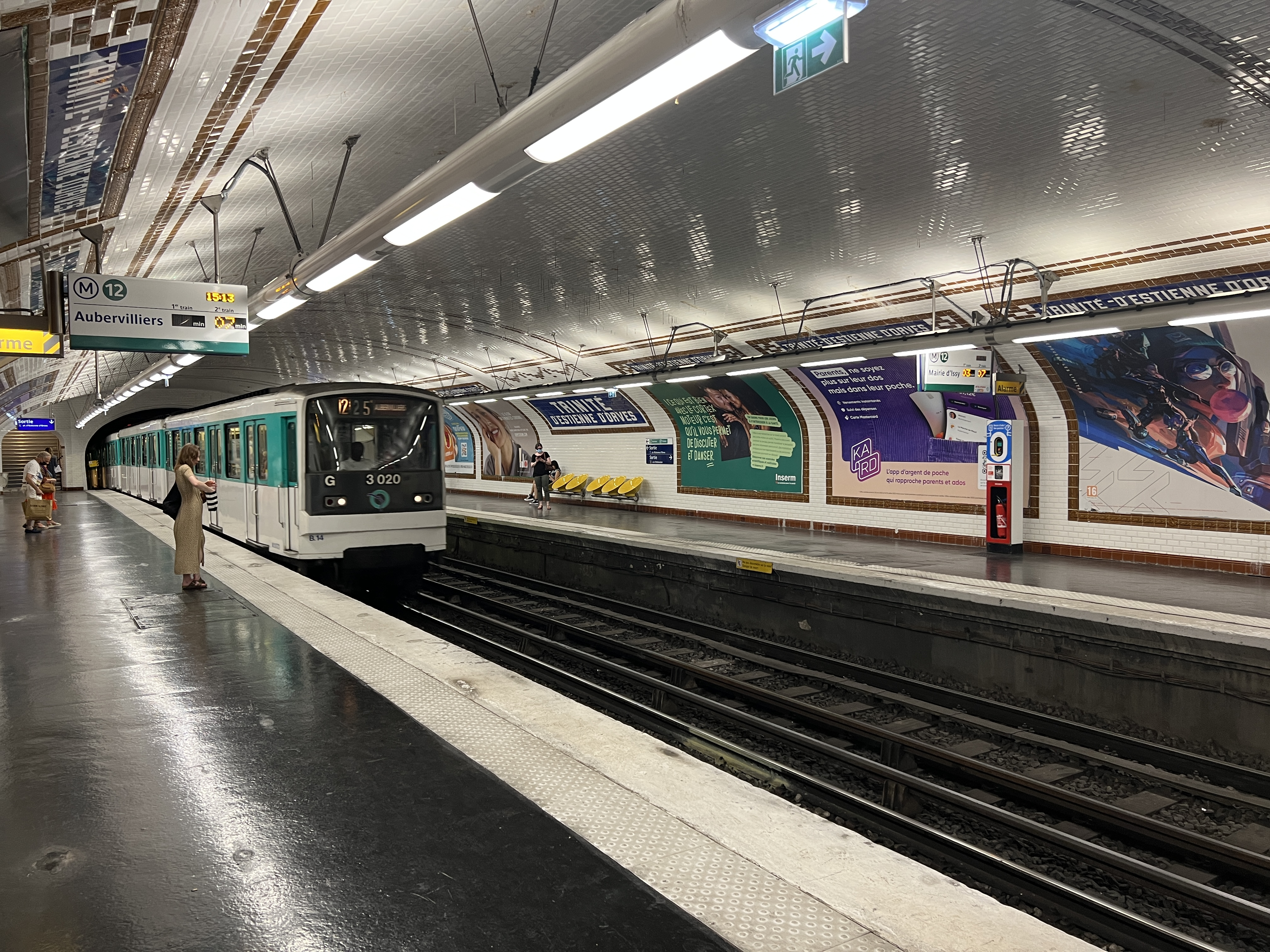
Station im aktuellen Zustand mit einfahrendem Zug der Baureihe MF 67

Die Linie 12 wurde als Linie A von der Société du chemin de fer électrique souterrain Nord-Sud de Paris (Nord-Sud) gebaut und bis 1930 von ihr betrieben. Mit der Eröffnung des ersten Abschnitts von Notre-Dame-de-Lorette bis Porte de Versailles ging die Station Trinité am 5. November 1910 in Betrieb.
Die Linie A wurde am 27. März 1931 in Linie 12 umbenannt, nachdem die Nord-Sud im Vorjahr in der bislang konkurrierenden Compagnie du chemin de fer métropolitain de Paris (CMP) aufgegangen war.
1960 wurden die Wände der Station mit Blechpaneelen verkleidet, die 2016 im Rahmen einer erneuten Renovierung wieder entfernt wurden.

## Beschreibung
Unter einem elliptischen, weiß gefliesten Gewölbe liegen zwei Seitenbahnsteige an zwei Streckengleisen. Anders als bei den von der CMP errichteten Stationen folgen die Seitenwände nicht der Krümmung der Ellipse, sondern verlaufen im unteren Bereich senkrecht. Typisch für die U-Bahnhöfe der Nord-Sud wurde die Station etwas prunkvoller als die Stationen der CMP erbaut, sie präsentiert sich nach zweimaliger Renovierung jedoch wesentlich schlichter. Wegen der ursprünglich auf den Strecken der Nord-Sud vorhandenen Oberleitung ist sie geringfügig höher als die unter ähnlichen Gewölben liegenden CMP-Stationen. Sie weist die ursprüngliche Pariser Standardlänge von 75 m, ausreichend für Fünf-Wagen-Züge, auf. Östlich der Station liegt zwischen den beiden Streckengleisen ein Wende- und Abstellgleis.
An beiden Stationsenden befindet sich je ein Zugang, der westliche an der Place d’Estienne d’Orves ist durch einen von Adolphe Dervaux im Stil des Art déco entworfenen Kandelaber mit dem Schriftzug METRO markiert.

## Fahrzeuge
Auf der Linie 12 verkehrten zunächst Züge der Nord-Sud-Bauart Sprague-Thomson, die sich in mehreren Punkten von den Sprague-Thomson-Fahrzeugen der CMP unterschieden. Auffallendes Merkmal war die Stromversorgung des führenden Triebwagens mittels eines Pantographen. Nach der Übernahme der Nord-Sud durch die CMP wurde diese Betriebsform in den 1930er Jahren aufgegeben. In den 1970er Jahren schieden die Nord-Sud-Züge zugunsten der Sprague-Thomson-Regelbauart aus, 1977 kamen dann moderne Züge der Baureihe MF 67 auf die Strecke.

## Umgebung

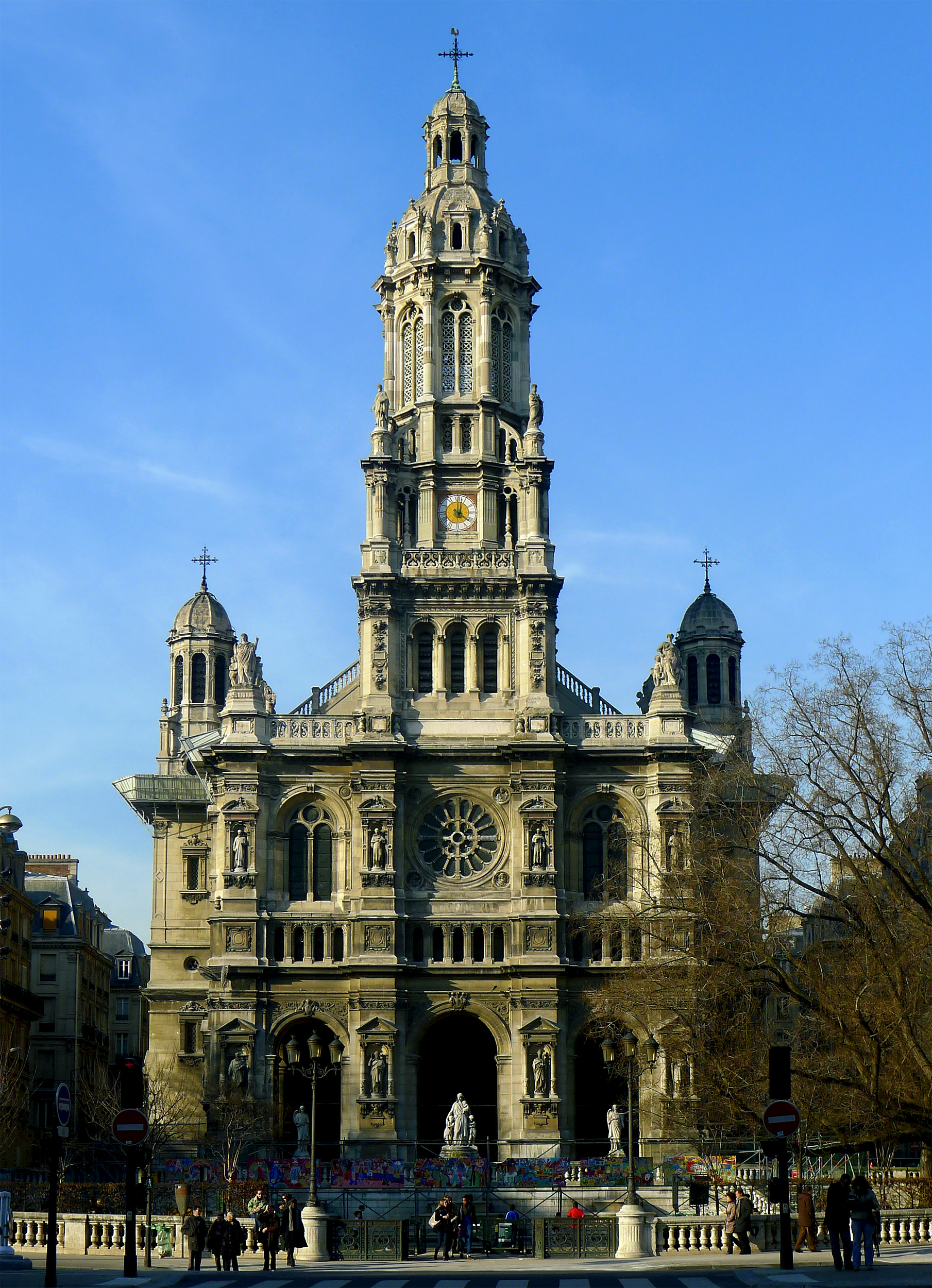
Église de la Sainte-Trinité

- Église de la Sainte-Trinité
- Théâtre de Paris